# 鳟泽站
鳟泽站（日语：／ Masuzawa eki */?）位于岩手县远野市宫守町下鳟泽，是东日本旅客铁道（JR東日本）管辖的釜石线上的鐵路車站。

## 历史
- 1915年7月30日 - 作为岩手轻便铁道宇洞站投入运营[3]。
- 1924年12月16日 - 更名为鳟泽站[4]。
- 1936年8月1日 - 岩手轻便铁道国有化，成为国铁釜石线车站[3]。
- 1949年12月10日 - 轨距改为1,067mm[3]。
- 1950年10月10日 - 国铁釜石线全部贯通，在此成为釜石线车站[3]。
- 1971年10月1日 - 停止办理货运业务。
- 1985年3月14日 - 业务简易委托化。
- 1987年4月1日 - 国铁分割民营化后成为JR东日本车站。
- 1993年10月1日 - 无人化，鳟泽站长撤销，归属远野站长管理。
- 2017年4月1日 - 随着远野站业务委托化，归北上站管辖。

## 车站结构
岛式站台1台2线的地上车站，可以进行列车会让，站房与站台间通过道口连接。
北上站管理的无人站。

### 站台配置
| 站台 | 路线    | 方向 | 目的地         |
| ---- | ------- | ---- | -------------- |
| 1    | ■釜石线 | 上行 | 花卷方向       |
| 2    | ■釜石线 | 下行 | 远野、釜石方向 |

## 其他
- 世界语站名：Lakta Vojo（银河）。[6]

## 相鄰車站
東日本旅客鐵道（JR東日本）
□快速「濱百合」（部分列车）
宫守－鳟泽－远野
■普通
柏木平－鳟泽－荒谷前